# 弗兰克·霍瓦特
弗兰克·霍瓦特（義大利語：Frank Horvat，1928年4月28日—2020年10月21日），意大利犹太人，时尚摄影师。旅居法国。

## 生平
1928年出生于意大利奧帕蒂亞。他的父母都是医生。他的少年时代在瑞士卢加诺度过。19岁时赴米兰学习美术，在广告公司工作，同时为杂志投稿摄影作品。
1950年，在摄影家亨利·卡蒂尔-布雷松的建议下，他弃用禄莱，改用徕卡相机，赴亚洲旅行。这些摄影作品发表在《生活》等杂志上。1955年，他从伦敦搬到巴黎，1958年成为玛格南的一名助理摄影师。他的作品题材涉及动物保护、宗教、脱衣舞女等边缘人群以及普通市民，具有人道主义精神。同时，他在1957年至1962年游走于世界三大时尚之都巴黎、伦敦和纽约，为《ELLE》等时尚杂志投稿，开拓了时尚摄影的新风格。
晚年生活在法国布洛涅-比扬古。2020年10月21日逝世。